# Башаран, Айше Аджар
Айше Аджар Башаран (тур. Ayşe Acar Başaran, род. 2 октября 1985) — турецкая женщина-юрист и политик.

## Биография
Родилась 2 октября 1985 года в Батмане. Была вторым из четверых детей Абдуррахмана и Султани Аджаров. Школьное образование получила там же, затем поступила на юридический факультета университета Девятого сентября, который окончила в 2010 году. После этого стала членом адвокатской палаты Батмана и 4 года работала в сфере юриспруденции. Является членом Конгресса ассоциации свободных женщин. Замужем за юристом Озгюром Башараном. Владеет турецким, курдским и английским языками.

## Политическая карьера
В 2013 и 2014 годах назначалась членом женского совета Партии мира и демократии (позднее эта партия была переформирована в Демократическую партию народов (ДПН)). В июне 2015 года была избрана членом Великого национального собрания Турции, в ноябре того же года переизбрана.
В октябре 2018 года, в преддверии местных выборов, полиция Турции арестовала ряд членов ДПН, в том числе сопредседателей отделения партии в Батмане, Низаметтина Тогуча и Бериван Хелен Ышик, обвинив их в поддержке терроризма. Башаран заявила, что её однопартийцы были избиты, а власти нарушили закон по политическим причинам. В марте 2019 года она заявила, что в преддверии местных выборов властями были арестованы 713 членов ДПН.
В январе 2020 года, комментируя действия властей, предпринятые после землетрясений, в ходе которых погибло 39 человек, Башаран заявила: «здоровье людей и право на жизнь были проигнорированы властями в угоду арендной платы».
В феврале 2020 года в ходе 4-го партийного конгресса ДПН, проходившего в Анкаре, Башаран была избрана членом партийной ассамблеи, но не была включена в исполнительный комитет. Вместо этого она была включена в состав нескольких рабочих групп, а также избрана в женский совет партии.